# Bavorská Wikipedie

Růst počtu stránek Bavorské Wikipedie (Stav k 4. červenci 2013)

Bavorská Wikipedie je jazyková verze Wikipedie v bavorštině. Její jazykový kód ISO je bar. V lednu 2022 obsahovala přes 31 000 článků a byla tak 109. největší jazykovou verzí Wikipedie. Pracovali pro ni 4 správci, registrováno bylo přes 60 000 uživatelů, z nichž bylo asi 75 aktivních.

## Historie
Na počátku Bavorské Wikipedie byl požadavek na vytvoření jihotyrolské jazykové verze Wikipedie na Meta-Wiki dne 12. srpna 2005. Následně 20. srpna 2005 byl tento požadavek změněn na požadavek na vytvoření Bavorské Wikipedie. Ta začala fungovat online 2. května 2006 jako Testwiki na meta-serveru a 30. září 2006 byla definitivně spuštěna na adrese bar.wikipedia.org.
Prvních 5 stránek v této jazykové verzi bylo:
1. Afrika
2. Amerika
3. Östareich
4. Deitschland
5. Asien